# ویلیام مویر
ویلیام مویر (به انگلیسی: William Muir) ‏ (۲۷ آوریل ۱۸۱۹ – ۱۱ ژوئیه ۱۹۰۵) شرق‌شناس اهل اسکاتلند بود و در زمینه تاریخ اسلام فعالیت می‌کرد. مویر همچنین به عنوان یک مبلغ مسیحی فعالیت می‌کرد.
ادوارد سعید نوشته‌های مویر در زمینه اسلام را به عدم بیطرفی علیه اسلام متهم می‌کند و به گفته دانیل مارتین واریسکو، امروزه مورخین جدی توجه چندانی به نوشته‌های او نمی‌کنند.